# Magic Knight Rayearth
Magic Knight Rayearth (魔法騎士レイアース Majikku Naito Reiāsu?), conocida como Las guerreras mágicas en Hispanoamérica y Luchadoras de leyenda en España, es un manga creado por el grupo CLAMP en 1994 que combina elementos del género mahō shōjo y mecha. Publicado originalmente en la revista mensual Nakayoshi desde noviembre de 1993 a abril de 1996 y a su vez publicado en seis volúmenes recopilatorios tankonbon desde julio de 1994 a abril de 1996 por la editorial Kōdansha. Los primeros tres volúmenes corresponden al primer arco argumental de la serie y los tres restantes al segundo arco argumental.
El manga fue adaptado a una serie de anime en 1994 por el estudio japonés Tokyo Movie Shinsha (ahora TMS Entertainment) y se emitió por la cadena televisiva Yomiuri TV, con un total de 49 episodios divididos en 2 temporadas (20 episodios para la primera y 29 episodios para la segunda). En 1997 fue realizada una adaptación de 3 OVA que muestran una historia alternativa, con los mismos personajes y mismos nombres pero diferente relación entre ellos, así como también una apariencia física ligeramente distinta con un diseño más estilizado. 
Tanto en el manga como en el anime, el primer arco argumental es un homenaje a los videojuegos RPG de los cuales son muy fanes las integrantes de CLAMP.
En julio del 2024 se anunció de manera oficial un nuevo proyecto de anime.

## Argumento

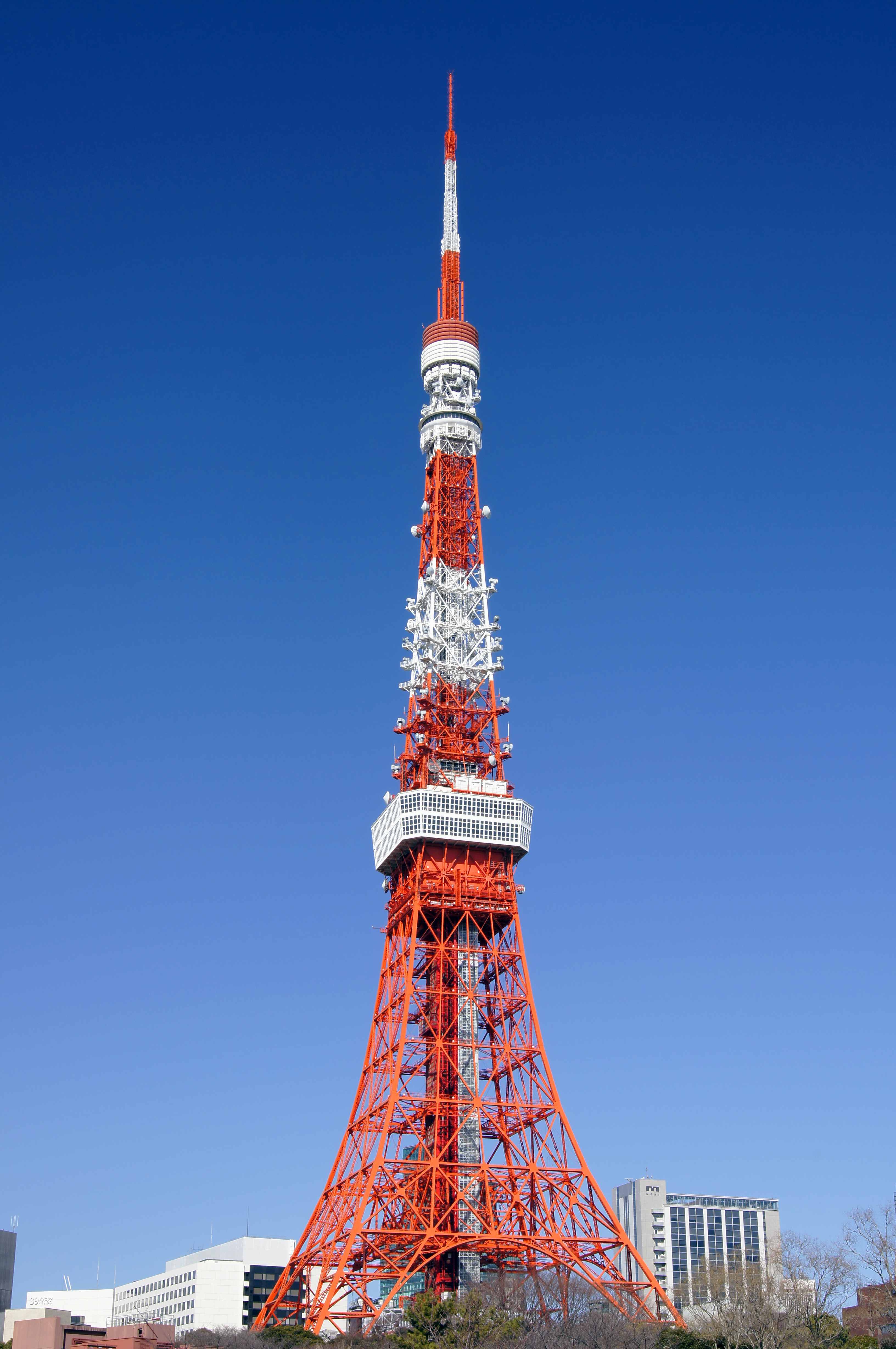
La Torre de Tokio es un lugar trascendental en la historia de la obra.

Magic Knight Rayearth cuenta la historia de tres chicas adolescentes de secundaria que son invocadas al planeta Céfiro para cumplir una leyenda que cambiaría el destino de ese mundo. En Japón, en la Torre de Tokio, repentinamente, ante tres chicas que no se conocen, Hikaru Shidō, Umi Ryūzaki y Fū Hōōji, (Lucy, Marina y Anaís en el doblaje hispanoamericano; y Lucy González, Marina Santana, Anaís Araujo en el doblaje de España) aparece una luz que las ciega y las transporta al planeta Céfiro, ahí conocen al hechicero Guru Clef, quien les dice que son las legendarias Magic Knights (Guerreras Mágicas), convocadas por la Princesa Emeraude (Esmeralda en el doblaje hispanoamericano y de España), con la misión de rescatar a la Princesa quien es el actual Pilar de Céfiro y que fue secuestrada por Zagato, su sumo sacerdote. Las tres chicas inician así su aventura para conseguir sus armas mágicas, desarrollar sus poderes màgicos, despertar a los Mashin (Genios en el doblaje hispanoamericano) y así poder regresar a Tokio.
Guiadas por la criatura mágica Mokona (Nikona en el doblaje hispanoamericano), las chicas (como si tratara de un videojuego RPG) van avanzando en su aventura, evolucionando sus poderes y habilidades, enfrentando diversos enemigos y a los secuaces de Zagato y así ir despertando a los tres Mashin.
Después de lograr convertiste como tal en guerreras mágicas con todos sus poderes y habilidades y sus respectivos tres Mashin, finalmente enfrentan, derrotan y matan a Zagato. Tras derrotarlo, las chicas piensan que ya han podido lograr su objetivo que es rescatar a la princesa, pero se descubre que la razón de por qué Zagato raptó a la princesa Emeraude no fue realmente por destruir Céfiro, sino fue porque ellos dos estaban enamorados el uno del otro, y la Princesa Emeraude, al ser el Pilar de Céfiro, no puede enamorarse de una persona ya que todas sus energías tienen que dedicarse de lleno a mantener la paz y armonía el mundo de Céfiro sino ese mundo no puede subsistir. Zagato, totalmente inconforme con el sistema del Pilar, raptó a la Princesa Emeraude para que ya no sufriera más al no poder manifestar su amor por la persona que realmente amaba y darle fin a un sistema que consideraba muy injusto para una sola persona. Por lo que, en un giro de 180 grados de la trama, se revela que la verdadera razón de que la Princesa Emeraude haya invocado a las guerreras mágicas no fue para rescatarla sino para matarla, ya que en Céfiro nadie tiene el poder de asesinar a un Pilar ni el Pilar puede suicidarse. Al sentir profundamente la muerte de su amado Zagato, la Princesa Esmeralda pierde la razón, se revela el lado oscuro de su personalidad y ataca furiosamente a las Guerreras Mágicas, quienes se ven obligadas a cumplir su objetivo y la matan. Cumplida su misión y con sus sentimientos fuertemente encontrados por todo lo sucedido, son transportadas de vuelta a la Torre de Tokio, exactamente en el mismo momento en que se fueron. Así termina el primer arco argumental del manga.
La segunda parte, sin bien no se específica exactamente cuanto tiempo pasa se da a entender que fueron apenas un par de semanas (incluso solo días) desde los sucesos de la primera temporada, las tres protagonistas se encuentran en la Torre de Tokio recordando las aventuras vividas en Céfiro, luchando con sus sentimientos de culpa y desesperación por el papel que tomaron en la muerte de la Princesa Emeraude. Es en ese momento que misteriosamente son transportadas nuevamente a Céfiro, ahí llegan al castillo donde se reencuentran con Guru Clef, quien les explica que desde que Céfiro se quedó sin su pilar, se ha ido derrumbando lentamente, de tal modo que todos los habitantes se encuentran refugiados en el castillo. Guru Clef les explica la necesidad de encontrar un Pilar rápidamente antes de que todo se destruya y además les advierte de un nuevo peligro: tres planetas vecinos tratan de llegar a Céfiro para conquistarlo, estos son: Autozam, Cizeta y Faren. En el desarrollo de la historia, las chicas conocen a los representantes de los tres planetas, los cuales ven en Céfiro y el poder del Pilar una oportunidad para resolver los problemas de sus propios planetas.
Finalmente, las chicas descubren que Hikaru y Águila, representante de Autozam han sido escogidos por el creador de Céfiro para que uno de ellos sea el nuevo pilar. Se revela que el creador de Céfiro es Mokona, siendo ella quien trajo a las chicas de regreso a Céfiro. El creador decide entonces se realice una batalla para elegir al nuevo pilar, Hikaru se niega a combatir y a pesar de que se convierte en el nuevo pilar de Céfiro, se niega a volver sin Águila a pesar de la insistencia del creador de que solamente un individuo podrá regresar. Es entonces cuando Hikaru decide rebelarse contra el sistema del pilar, afirmando y decretando como ley absoluta que los habitantes de Céfiro están en su derecho a decidir por el destino de su propio mundo. Mokona accede a la petición para luego marcharse a una dimensión paralela junto con los Mashin. El manga termina con las tres chicas regresando a un nuevo Céfiro para visitar a sus seres queridos, mientras trabajan junto con los representantes de los otros planetas para resolver los problemas de estos, finalmente Mokona contempla su deseo de haber permitido a las tres protagonistas poder cambiar Céfiro.

### Diferencias entre el manga y el anime
El anime en su primera temporada es una adaptación fiel a los elementos del primer arco argumental del manga. Además de incluir a mayor detalle la relación de amistad entre las tres protagonistas, también amplia y agrega varias subtramas. En el manga, nunca vemos a las tres chicas visitar o relacionarse con la gente de Céfiro, cosa que sí sucede en el anime, donde en varias ocasiones visitan algún pueblo o hablan con algún habitante. Otra de las diferencias respecto del manga es la inclusión del personaje de Inouva (Nova en el doblaje hispanoamericano) ayudante y mano derecha de Zagato, así como el papel de Alcyone (Alanis en el doblaje hispanoamericano) quien muere a manos de Zagato en el manga casi al principio, pero en el anime sobrevive el resto de la historia hasta el final de la segunda temporada donde encuentra su muerte. También el personaje de Presea tiene un destino distinto, ya que en el anime muere, algo que nunca pasa en el manga.
La segunda parte de la historia cambia bastante respecto a su versión del manga, empezando por tener a dos antagonistas exclusivos para el anime los cuales son: Debonea (Debonair en el doblaje hispanoamericano) quien es el resultado de todo el temor y dolor de los habitantes de Céfiro ante la pérdida de su Pilar y Nova (Luz en el doblaje hispanoamericano), una chica físicamente parecida a Hikaru quien nace como resultado del sentimiento de culpa de ella por haber matado a la Princesa Emeraude. Otro cambio significativo es el hecho de que Águila falleciera en los episodios finales del anime al contrario de lo que ocurre en el manga donde sobrevive hasta finalizar la obra.
También cambia el papel de Presea, quien a pesar de haber muerto en la primera temporada del anime, vuelve a aparecer en la segunda parte. Avanzada la historia se nos revela que no era Presea, sino su hermana gemela Sierra quien se hizo pasar por ella para no hacer sufrir más a las tres protagonistas. Solo Guru Clef, Mokona y Alcyone logran saber la verdad sobre el personaje de Sierra. En el manga, Presea no tiene una hermana gemela.
Otro cambio significativo se da cuando se revela en el anime que las chicas se transportaron así mismas a Céfiro mientras que en el manga quien lo hace es Mokona. En el manga, en la segunda parte se revela que Mokona es la creadora de Céfiro y juega un papel muy relevante en el devenir de la trama. En el anime en cambio Mokona no es ninguna diosa creadora y su presencia en la segunda parte es mucho más secundaria y como alivio cómico.

## Personajes

### Personajes principales
- Hikaru Shidō  (獅堂 光, Shidō Hikaru, significa "Luz del Templo del León") (Lucy en el doblaje para Hispanoamérica, y Lucy González en el doblaje para España) es una adolescente de 14 años con cabellera larga roja trenzada, (aunque aparente menos en el manga). Su personalidad entusiasta y perseverante la convierten en la protagonista de la serie, al ser la primera en querer convertirse en Guerrera Mágica. Es la menor de cuatro hermanos (es la única mujer), y tiene una fiel mascota llamada Hikari. Su arma es una espada y su Genio es Rayearth. En la segunda temporada conoce a Latis, el hermano menor de Zagato, con quien empieza a compartir mucho tiempo con él, con mucho conflicto interno por ser quién mató a Zagato, hasta que termina enamorándose de él, y no duda en hacérselo saber, al igual que lo hace con todos sus amigos. En el anime debido a tanta tristeza su corazón desarrolla un ser llamado Luz que busca acabar con los que Lucy más quiere, especialmente Latis. Al final de la segunda temporada vemos que Lucy resulta ser el siguiente Pilar de Céfiro, y que Latis también está enamorado de ella. Lucy decide eliminar ese triste y solitario sistema del Pilar de Céfiro y regresa a la Tierra. En el anime no se ve que vuelva a Céfiro, pero en la versión de manga si vuelve a regresar. Su magia elemental es el fuego. Es la protagonista principal del anime y manga.

- Umi Ryūzaki  (龍咲 海, Ryūzaki Umi, significa "Océano del Dragón Naciente") (Marina en el doblaje para Hispanoamérica, y Marina Santana en el doblaje para España) es una adolescente de 14 años perteneciente a una familia adinerada y acomoda. Es muy hermosa y más alta que el promedio de las chicas de su edad, posee un larga y lisa cabellera azul con una diadema azul oscuro o negro. Su arma en un principio es una espada similar a un florete de esgrima, aunque después se convierte en una espada con una hoja delgada y en la empuñadura de esta con forma similar de un dragón azul (en su forma final). De carácter fuerte, al principio de la serie se nos presenta con actitud arrogante y egoísta, al no querer ayudar a los habitantes del Céfiro a salvar a la princesa Esmeralda y solo quiere volver a su vida normal y así poder competir en un torno de esgrima que tenía la próxima semana. Conforme avanza la trama, con las pruebas, obstáculos y eventos que se van presentando, Marina poco a poco va cambiando su actitud y mentalidad sacando a relucir una personalidad de una gran nobleza. Este cambio de personalidad esta mucho más marcado en el anime que en el manga. Al despertar a su Genio, Ceres, se da cuenta de cuánto necesita y aprecia a sus nuevas amigas Lucy y Anaís, y decide pelear por el futuro de Céfiro junto con ellas. Es común que se pelee con Nikona, al ser ella objeto de sus juegos y travesuras. Su magia elemental es el agua.

- Fū Hōōji (鳳凰寺 風, Hōōji Fū, significa "Viento del Santuario del Fénix") (Anaís en el doblaje para Hispanoamérica, y Anaís Araujo en el doblaje para España) es una adolescente también de 14 años. Es la más inteligente con cabellera corta rubia (o rubio oscuro en el anime) de las tres protagonistas, y piensa las cosas antes de hacerlas, es la más callada y reservada de las protagonistas, siendo muchas veces la voz de la razón y muy cortés en su trato hacia los demás. Durante la serie, Anaís tiene un ligero romance con Paris (Ferio), un espadachín que las guerreras encuentran en el Bosque del Silencio. Practica el tiro con arco y es por esto que su primera arma es un arco con flechas, posteriormente obtiene su arma definitiva que es una espada larga. Anaís es capaz de analizar enemigos y situaciones que le permiten crear estrategias de ataque y defensa, asimismo gracias al cariño que desarrolla por sus amigas su magia está orientada a la curación y defensa, también demuestra ser una chica sensible a los sentimientos de los demás y tiene mucha determinación, es por ello que ella confía plenamente en sus amigas para poder salvar Céfiro. Su Genio es Windom y su magia elemental es el viento.

## Producción
En 1993, durante la celebración por terminar la publicación bunkobon de las novelas Sōryūden de Yoshiki Tanaka, el cual CLAMP había ilustrado, el editor de la revista Nakayoshi, Hideki Yamaguchi les pidió crear una serie para la revista, el editor quería una historia que fuera llamativa para los lectores jóvenes y adultos, mientras que CLAMP quería atraer a lectores jóvenes. Sin dirección por parte de sus editores, el grupo decidió crear una historia basada en mechas, ya que el grupo es aficionado a los animes de mechas y RPG (Role Playing Game), los cuales gozaban de buena popularidad en la época; y fantasía. para contrarrestar el efecto de los mechas los cuales alejarían a la audiencia objetivo, de acuerdo a Nanase Ohkawa, el éxito que tenía el manga de Sailor Moon en la revista (1992-1997) hizo posible que el grupo pudiera establecer la idea de una serie con mechas a sus editores.
Un amigo del grupo, el ilustrador Takeshi Okazaki creó el "Rayearth" en el título, mientras que Ohkawa ideó el resto, en ese punto CLAMP tenía una idea básica del argumento, para los nombres de los personajes se decidieron nombres de autos, ya que pensaron sería interesante y memorable para los niños, quienes de otra forma podrían tener dificultades en aprender a escribir los nombres en katakana. El incluir mechas gigantes fue complicado para los dibujantes ya que derivado del tamaño de estos era difícil hacer una sola toma con ellos y las protagonistas, asimismo se omitió dibujar las cabinas de los mechas dibujando solo sus rostros, en este punto y anticipando el final del argumento, CLAMP vio que el desarrollar historias para sus protagonistas fue relativamente sencillo y de haber sabido que la audiencia objetivo ahora era de personas mayores y hombres, posiblemente se hubiera finalizado la obra después de la primera parte. La segunda parte resultó ser más complicada que la anterior, ya que el grupo sintió que habían llegado a una esquina argumental el cual fue difícil de superar.
El Grupo CLAMP con cuatro miembros, Miku Nekoi, Mokona Apapa, Satsuki Igarashi y Nanase Ohkawa lograron desarrollar la historia de Magic Knight Rayearth que más tarde se publicaría en noviembre de 1993. Sus principales roles dentro del grupo son:
Diseño de personajes — Mokona Apapa / Miku Nekoi / Nanase Ohkawa
Historia — Nanase Ohkawa / Satsuki Igarashi
Arte y fondos — Satsuki Igarashi / Miku Nekoi / Mokona Apapa

## Contenido de la obra

### Manga

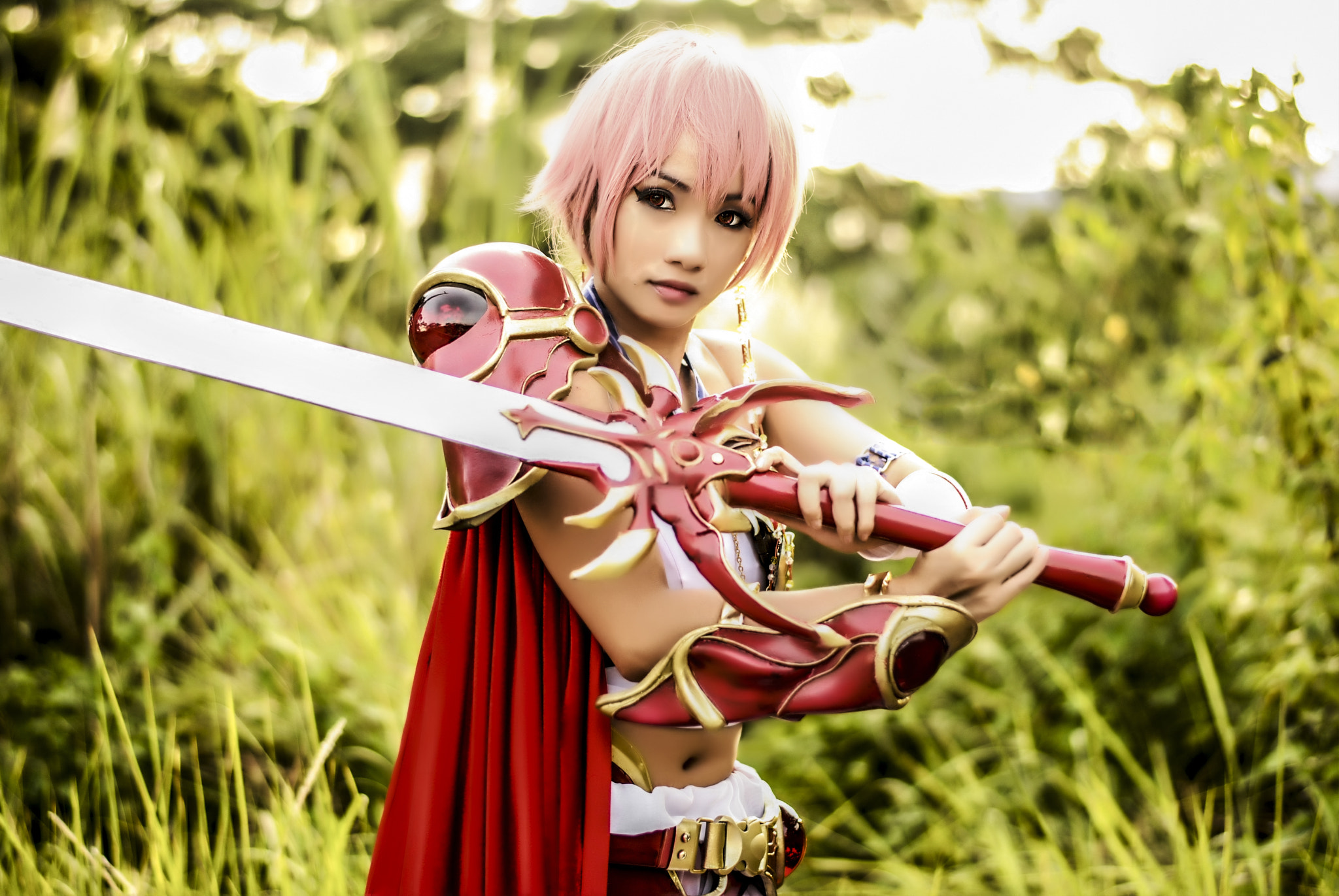
Cosplay de Hikaru Shidō

Escrito e ilustrado por CLAMP, Magic Knight Rayearth fue publicado en la revista mensual Nakayoshi desde noviembre de 1993 a febrero de 1995. Kōdansha combinó los capítulos en tres volúmenes tankōbon, desde julio de 1994 a marzo de 1995. La segunda parte también fue serializada en la revista Nakayoshi, desde marzo de 1995 a abril de 1996 y sus volúmenes recopilatorios publicados en tres tankōbon por Kōdansha desde julio de 1995 a abril de 1996. En 2002, la editorial Kōdansha hizo una reedición de los seis volúmenes originales, cambiando las portadas originales (rojo, azul y verde) a nuevas portadas blancas con arte representativo de las protagonistas en cada tomo.
En 1997, fue licenciado y traducido al inglés en Estados Unidos por la editorial TOKYOPOP (inicialmente llamada Mixx) en seis volúmenes y a su vez en septiembre del mismo año en México la editorial Toukan editó una versión del manga, redibujando y agregando color a las viñetas por lo que es un producto distinto al original, de esta versión solo se publicaron 4 ediciones y fue cancelado debido a problemas legales con derechos de autor, ya que la licencia original en Hispanoamérica fue otorgada a la editorial Navarrete ubicada en Perú y esta no tenía autorizado hacer una sublicencia del título.
Posteriormente en 1999 en México fue publicada en conjunto con Sailor Moon en una revista dual, llamada M/XX Zine por Grupo editorial VID, en esta ocasión tomando el manga original e invirtiendo las viñetas para adaptarlo a una lectura occidental, aunque ninguno de los dos mangas fueron publicados en su totalidad. En España, la editorial Planeta DeAgostini serializó en el año 1996 el primer tomo del manga en su revista Shounen Magazine durante seis números, bajo el nombre de Luchadoras de Leyenda. Más tarde, la serie se retomó y finalizó en formato de medio tomo, abarcando la serie completa, 12 volúmenes.
El manga ha sido editado también en español por la editorial Kamite de México en tres volúmenes. En las portadas se ven a las protagonistas en cada uno de los volúmenes.

### Anime
| Ficha técnica                                 | Ficha técnica                                             |
| --------------------------------------------- | --------------------------------------------------------- |
| Idea original                                 | CLAMP                                                     |
| Director                                      | Toshihiro Hirano                                          |
| Composición y guion                           | Keiko Maruo Nanase Okawa                                  |
| Dirección artística                           | Tsutomu Ishigaki                                          |
| Diseño de personajes y dirección de animación | Atsuko Ishida Hideyuki Motohashi Keiji Gotoh Masami Obari |
| Diseño de mecha                               | Masahiro Yamane                                           |
| Edición                                       | Hajime Okayasu                                            |
| Dirección de sonido                           | Yasuo Uragami                                             |
| Dirección de fotografía                       | Takashi Nomura                                            |
| Música                                        | Hayato Matsuo                                             |
| Producción                                    | TMS Entertainment                                         |

La adaptación al anime fue coproducido por Yomiuri TV y el estudio japonés Tokyo Movie Shinsha (ahora TMS Entertainment). Se emitió por la cadena televisiva Yomiuri TV y NNS (Nippon Television Network System) en Tokio, desde el 17 de octubre de 1994 al 27 de noviembre de 1995 con un total de 49 episodios divididos en dos temporadas. Tras su emisión, la serie fue licenciada y doblada al inglés, español, francés, italiano, tagalo (Filipinas), portugués, entre otros.
En Hispanoamérica el título de la obra fue adaptado a "Las guerreras mágicas" y fue transmitido en Perú, por el canal Panamericana Televisión en febrero de 1996, en Brasil unos meses después por el canal SBT y en México en agosto del mismo año a través del canal 7 y 13 de Televisión Azteca.
Desde julio del 2020 hasta el 2021 se volvió a transmitir tanto en México como para casi todo Latinoamérica por BitMe, con la versión remasterizada en calidad HD hecha desde Chile por AEDEA Studio para la distribución de TMS realizado entre 2013 y 2020. Esta remasterización contó con las incorporaciones en español de varios de los intros y endings que no fueron transmitidos en su momento en los años 90, así como de un pequeño juego de ruleta donde tienes que adivinar a algún personaje al final de cada episodio.
En enero de 1998 el anime fue emitido en Chile por Megavisión (Canal 9) para luego posteriormente ser transmitido por Etc...TV y en octubre llegó al canal argentino por suscripción Magic Kids. Otros países que también transmitieron el anime fueron: Panamá, El Salvador, Ecuador, Bolivia, Colombia y Venezuela.
El doblaje en español del anime se realizó entre 1995 y 1996 por la empresa All Post de la ciudad de Los Ángeles California, Estados Unidos, posteriormente la división de doblaje de All Post fue vendida VDI Point 360 y finalmente adquirida por SDI Media Group. La serie fue distribuida para Hispanoamérica por Dicitel Television Distribution, quien tenía los derechos de la serie para esta región hasta 2005 cuando los adquirió Cloverway que tuvo la licencia hasta 2007, actualmente los derechos de distribución del anime son propiedad de TMS Entertainment. El anime ha sido licenciado en Estados Unidos en tres ocasiones, la primera por The Ocean Group, la segunda por Media Blasters y actualmente por Diskotec Media desde 2014.
Se anunció un nuevo proyecto de anime para celebrar el 30 aniversario de la serie el 2 de julio de 2024.

### OVAs
En 1997 fue fueron realizadas 3 OVAs producidos por TMS Entertainment llamados simplemente Rayearth (en vez de Magic knight Rayearth) que muestran una historia alternativa, con los mismos personajes y mismos nombres pero diferente relación entre ellos e incluso diferentes personalidades, contando además con un dibujo, calidad y diseño más estilizado. Fueron emitidos en Japón en tres episodios de 45 minutos cada uno, el 25 de julio, el 26 de septiembre y el 12 de diciembre de 1997. En México los OVAs se transmitieron en marzo de 1999 a través del canal 7 de Televisión Azteca, mientras que en España se transmitieron en el canal Buzz y fue distribuido en DVD por Jonu Media.
El 2 de diciembre de 1998 TMS lanzó (solamente en Japón) una edición especial del OVA como una película de 2 horas llamada Special Edition - The Wings of Hope" (Edición especial - Las alas de la esperanza). Se trata de una versión del director Toshihiro Hirano con varias escenas nuevas y diálogos cambiados para darle más sentido a la historia.

### Banda sonora
La banda sonora del anime contiene música compuesta por Hayato Matsuo e interpretado por la S.P.S. Orchestra, estos se compilan en seis soundtracks lanzados desde diciembre de 1994 a noviembre de 1995, adicionalmente para las OVAs se lanzaron dos discos con la banda sonora de las mismas compuestos por Toshihiko Sahashi e interpretados por Rayearth Grand Orchesta en 1997.
Asimismo existen canciones originales interpretados por las seiyū de las personajes principales lanzados en varios sencillos y dos álbumes: Magic Knight Rayearth Original Song Book 1 y 2 y un tercer disco con los temas de apertura, cierre y canciones de los personajes principales llamado Magic Knight Rayearth Best Song Book.
Tres temas de entrada fueron usados en la serie:
- «Yuzurenai Negai» — Episodios 1 al 20 cantado por Naomi Tamura.
- «Kirai ni Narenai» — Episodios 21 al 42 cantado por Ayumi Nakamura.
- «Hikari to Kage wo Dakishimeta Mama» — Episodios 43 al 49 cantado por Naomi Tamura.

De igual forma, tres temas de cierre fueron usados en la serie:
- «Asu e no Yuuki» — Episodios 1 al 20 cantado por Keiko Yoshinari.
- «Rarabai ~ Yasashiku Dakasete ~» — Episodios 21 al 42 cantado por Minako Honda.
- «Itsuka Kagayaku» — Episodios 43 al 49 cantado por Keiko Yoshinari.

Las OVAs tuvieron su tema de cierre «All You Need is Love» cantado por Naomi Tamura
Para la versión hispanoamericana, el intro original japonés fue sustituido por una versión cantada por el peruano Carlos Carrrilo, con una letra distinita a la original.
Para el país de Brasil se compusieron ocho canciones originales recopiladas en CD. Fue producido por Mário Lúcio de Freitas y Augusto César, con la voces de las cantantes brasileñas Larissa Tassi y Sarah Regina.

### Videojuegos
Existen varios videojuegos basados en la serie de anime, casi todos siendo videojuegos de rol. Entre ellos se se encuentra Magic Knight Rayearth para Sega Saturn, Mahou Kishi Rayearth para Super Nintendo, Mahou Kishi Rayearth y Mahou Kishi Rayearth 2: Making of Magic Knight para Game Gear así como Mahou Kishi Rayearth y Mahou Kishi Rayearth 2nd: The Missing Colors para Game Boy. También para la consola infantil Sega Pico salió el videojuego educativo Magic Knight Rayearth: Magic Knight Tanjou.
La serie también ha formado parte de la saga Super Robot Wars, apareciendo en los juegos Super Robot Wars T, lanzado en 2019, así como en Super Robot Wars 30 del 2021.

## Reunión elenco doblaje hispanoamericano
La actriz mexicana de doblaje Angelines Santana quien hizo la voz de Marina (Umi en la versión japonesa) reunió por Zoom en el transcurso del 2020 a buena parte del elenco que dobló a Las guerreras mágicas en los años noventa para Hispanoamérica y publicó este encuentro en su canal de YouTube.
Aparte de la misma Angelines (quien fungió como moderadora de la reunión) también participaron Ivette González la voz de Lucy (Hikaru), Marcela Bordes la voz de Anaís (Fū), Juan Zadala voz de Zagato y Latis (Lantis), Ana Grinta voz de Alánis (Alcyone), Ulises Cuadra voz de Paris (Ferio), Gabriela Lopetegui voz de Caldina (Cardina) y Luz (Nova), Gladys Parra voz de Ascott en su versión de niño y al personaje de Águila (Eagle Vision) así como Gabriela León la voz de Presea, Nikona (Mokona), presentadora y narradora de la historia.
La reunión, formada por tres partes más un tráiler, tuvo un elaborado trabajo de edición, que fue acompañada por la música de la serie y las OVAs, con mucha incorporación de imágenes tanto de la serie de anime, las OVAs y el manga de CLAMP.